# Волков, Платон Григорьевич
Платон Григорьевич Волков (ок. 1799 — 1850) — поэт, журналист, критик.

## Биография
Сын помещика Вологодской губернии. Воспитывался у иезуитов. В 1813 году ― канцелярист в департаменте герольдии; в 1816 году ― подпрапорщик лейб-гвардейского Преображенского полка, в 1819 году ― прапорщик Нижегородского пехотного полка; с 1822 года ― подпоручик в отставке. В 1829―1830 гг. канцелярист департамента государственных имуществ Министерства финансов, с 1831 года ― в отставке. Печатал стихи в «Благонамеренном» (1823), «Северном Меркурии» («Ондина», 1830; отрывок из комедии «Ум не помога», 1831), «Литературных Прибавлениях к Русскому Инвалиду» (1831), «Северных цветах на 1831» («Мечта», «Русалки (фантазия)»). В 1828 году выпустил отдельным изданием первую главу повести в стихах «Признание на тридцатом году жизни» ― опыт лирического бытописательного повествования в подражание «Евгению Онегину» А. С. Пушкина. В 1831 году издавал в Петербурге «Журнал иностранной словесности и изящных художеств» и «Эхо» («Журнал словесности и мод»). В журнале «Эхо» печатались В. И. Карлгоф, Е. Ф. Розен, П. Г. Сиянов Д. Ю. Струйский, А. Г. Ротчев, В. И. Любич-Романович; рецензии самого Волкова ― на «Рождение Иоанна Грозного» Розена, перевод «Макбета» Ротчева и «Невский альманах на 1831»; за подписью Фон дер Дик помещён благожелательный разбор «Бориса Годунова» Пушкина. В «Журнале иностранной словесности» публиковались переводы из Э. Гофмана, А. Мицкевича, В. Гюго, Ф. Гизо и рецензии Волкова на «Поэмы» А. де Виньи и «Поэтические и религиозные созвучия» А. Ламартина, с высокой оценкой обоих поэтов; предполагалось участие Н. М. Языкова, не состоявшееся из-за прекращения выпуска журнала.
В 1831 году Волков уехал из Петербурга; по слухам, «скрылся» на родину или за границу, «обобрав» деньги у книгопродавцев. Известно о семейных неурядицах Волкова: в 1834 году Синод расторгнул его брак с графиней В. С. Белинской, сестрой графини Ю. С. Бобринской, по обвинению в адюльтере. Воспоминания о Волкове оставил В. П. Бурнашев, встречавший его у А. Ф. Воейкова: «вологодский помещик, довольно представительной наружности, с резкими манерами». Волков сотрудничал в журнале «Библиотека для чтения», где поместил ряд стихотворений в духе массовой религиозно-философской («Язык природы» ― 1838; «Буря», «Мелодия», «Четыре христианские картины» ― 1839) и сатирической («К золоту» ― 1839, «Две встречи» ― 1841, «Memento mori» ― 1841) лирики 1830-х гг. Был помощником О. И. Сенковского по изданию журнала «Библиотека для чтения», хотя ведал, по-видимому, только технической частью.